# Euprosthenops biguttatus
Espèce
Synonymes
- Euprosthenops grimmi Roewer, 1955

Euprosthenops biguttatus est une espèce d'araignées aranéomorphes de la famille des Pisauridae.

## Distribution
Cette espèce se rencontre au Congo-Kinshasa et en Namibie.

## Description
Le mâle holotype mesure 15 mm et la femelle 25 mm.

## Publication originale
- Roewer, 1955 : Araneae Lycosaeformia I. (Agelenidae, Hahniidae, Pisauridae) mit Berücksichtigung aller Arten der äthiopischen Region. Exploration du Parc National de l'Upemba Mission G. F. De Witte, vol. 30, p. 1-420.